# Androsace cernuiflora
Androsace cernuiflora är en viveväxtart som beskrevs av Yung C. Yang och R.H. Huang. Androsace cernuiflora ingår i släktet grusvivor, och familjen viveväxter. Inga underarter finns listade i Catalogue of Life.